# Francisco de la Cueva (obispo)
Francisco de la Cueva O.P. (Cuéllar, 1572 ? - Oviedo, 30 de noviembre de 1615) fue un religioso español de la Orden de los Dominicos e hijo natural de Beltrán III de la Cueva y Castilla, VI duque de Alburquerque y VI conde de Ledesma y de Huelma, Virrey de Aragón, que llegó a ser obispo de Oviedo (1612-1615).
Ingresó en el convento de San Esteban de Salamanca, y fue consultor del Santo Oficio de la Inquisición de Logroño. El 17 de septiembre de 1612 a instancias de Felipe III de España fue nombrado obispo de Oviedo, tomando posesión de la diócesis el 11 de diciembre del mismo año. A instancias de Diego Aponte Quiñones, obispo de Oviedo y de Málaga llevó a cabo una memoria de las antigüedades de la catedral de Oviedo y los obispos de su diócesis. Se mantuvo en su cargo hasta su fallecimiento, ocurrido el 30 de noviembre de 1615.